# München Mord
München Mord  è una serie televisiva austro-tedesca di genere poliziesco prodotta da TV60Filmproduktion e trasmessa dal 2014 sulle emittenti ZDF e ORF 2.  Protagonisti della serie sono Alexander Held, Marcus Mittermeier e Bernadette Heerwagen.
Della serie sono andati in onda 20 episodi in formato film TV: il primo episodio, intitolato Wir sind die Neuen venne trasmesso in prima visione il 29 marzo 2014.

## Trama
Monaco di Baviera: il commissario Ludwig Schaller compone assieme ai sottoposti Harald Neuhauser e Angelika Flierl un trio di poliziotti della squadra omicidi impegnato nella soluzione di casi intricati.

## Episodi
| Nr | Titolo originale                      | Titolo italiano | Prima TV Austria/Germania | Prima TV Italia |
| -- | ------------------------------------- | --------------- | ------------------------- | --------------- |
| 1  | Wir sind die Neuwen                   | inedito         | 29 marzo 2014             | inedito         |
| 2  | Die Hölle bin ich                     | inedito         | 22/26 novembre 2014       | inedito         |
| 3  | Kein Mensch, kein Problem             | inedito         | 2/30 gennaio 2016         | inedito         |
| 4  | Wo bist du, Feigling                  | inedito         | 3 settembre 2016          | inedito         |
| 5  | Einer der's geschafft hat             | inedito         | 18 marzo 2017             | inedito         |
| 6  | Auf der Straße, nachts, alleine       | inedito         | 14 ottobre 2017           | inedito         |
| 7  | Die ganze Stadt ein Depp              | inedito         | 22 settembre 2018         | inedito         |
| 8  | Leben und Sterben in Schwabing        | inedito         | 18 maggio 2019            | inedito         |
| 9  | Die Unteridisschen                    | inedito         | 21 settembre 2019         | inedito         |
| 10 | Was vom Leben übrig bleibt            | inedito         | 14 marzo 2020             | inedito         |
| 11 | Ausnahmezustand                       | inedito         | 17 ottobre 2020           | inedito         |
| 12 | Der Letzte seiner Art                 | inedito         | 13 febbraio 2021          | inedito         |
| 13 | Das Kamel und die Blume               | inedito         | 20 novembre 2021          | inedito         |
| 14 | Dolce Vita                            | inedito         | 26 febbraio 2022          | inedito         |
| 15 | Schwarze Rosen                        | inedito         | 20 agosto 2022            | inedito         |
| 16 | Damit ihr nachts ruhig schlafen könnt | inedito         | 11 febbraio 2023          | inedito         |
| 17 | Der gute Mann vom Herzogpark          | inedito         | 28 ottobre 2023           | inedito         |
| 18 | A saisonale G'schicht                 | inedito         | 3 febbraio 2024           | inedito         |
| 19 | Die indische Methode                  | inedito         | 7 dicembre 2024           | inedito         |
| 20 | Nix für Angsthasen                    | inedito         | 11 gennaio 2025           | inedito         |

## Personaggi e interpreti
- Commissario Capo Ludwig Schaller, interpretato da Alexander Held (ep. 1-presente).[4]
- Harald Neuhauser, interpretato da Marcus Mittermeier (ep. 1-presente).[4] Ha una fama di sciupafemmine.[2][3]
- Angelika Flierl, interpretata da Bernadette Heerwagen (ep. 1-presente).[4] È nipote del presidente della polizia.[2][3]
- Helmut Zangel, interpretato da Christoph Süß (ep. 1-presente).[4]
- Dott. Heise, interpretato da Ercan Karancayli
- Stephanie Schöberl, interpretata da Nina Brandt

## Ascolti

### Germania
In Germania, l'episodio più seguito è stato il dodicesimo, intilotato Der Letzte seiner Art e trasmesso il 13 febbraio 2021, che totalizzò 7.200.000 spettatori.

## Premi riconoscimenti
- 2014: Fernsehpreis come miglior attore in una serie TV ad Alexander Held[7]